# المركز الطبي الأكاديمي
المركز الطبي الأكاديمي هي مستشفى جامعي تابعة لجامعة أمستردام وهي تعتبر واحدة من المستشفيات الرائدة في هولندا.